# مسجد زوبيا القديم
مسجد زوبيا الغربي القديم هو مسجد أثري يقع في بلدة زوبيا في محافظة إربد شمال الأردن. يُعد أحد أقدم مساجد المحافظة، حيث يُعتقد أنه تأسس في العهد الأيوبي أو المملوكي في موقع بناء قديم. تم ترميمه في نهاية العهد العثماني، كما تم لاحقًا بناء توسعة حديثة أُلحقت به إلى الشمال الغربي منه.

## التصميم
تم بناء المسجد الحجري القديم على حجارة كبيرة تعود إلى العصر الهلنستي المبكر، والتي تظهر بشكل متدرج في الواجهتين الجنوبيّة والشرقيّة. كما أشارت تقارير عدد من الرحالة الألمان ببداية القرن العشرين إلى أن المسجد بُني على آثار كنيسة بيزنطيّة، وهو مُطل على بقايا بلدة زوبيا القديمة.

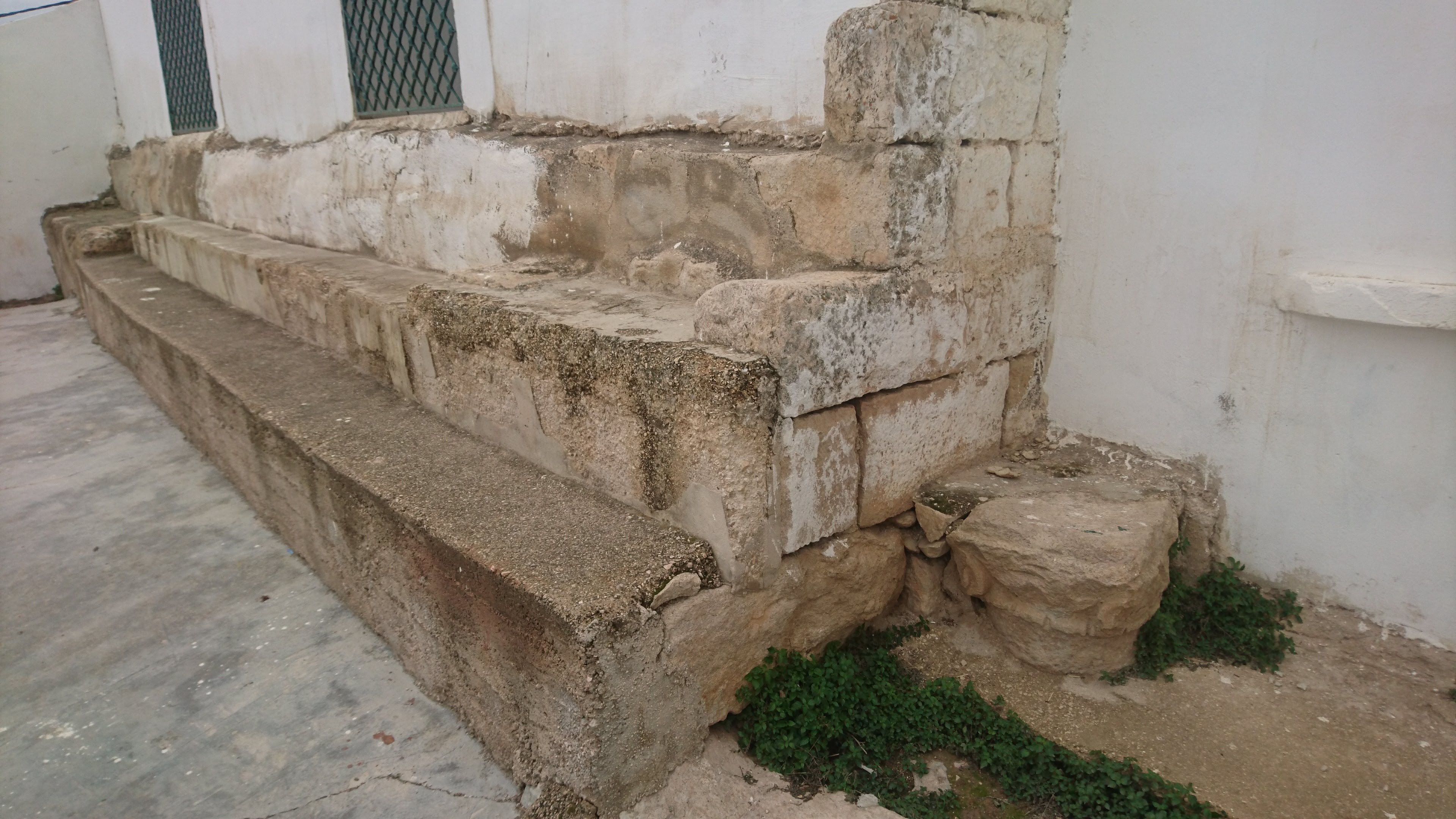
الأساسات الحجرية بالواجهة الشرقية، تعود إلى الفترة الهلنستية المبكرة.

تبلغ أبعاد المسجد القديم حوالي 21.6 مترًا بالطول وحوالي 16 مترًا بالعرض. ويتّخذ مُخطط المبنى شكلاً مستطيلاً، وهو مقسوم إلى صحنين إثنين موازيين لجدار القبلة الجنوبي عبر عدة أعمدة مُربعة، كما أن المحراب يُنصِّف جدار القبلة الجنوبي. لقد تم استخدام ثلاثة عقود مُصلَّبة في تسقيف المسجد القديم، وهو ما أدى لوجود قوسين مُدببين، حيث يعود استخدام أسلوب بنائها إلى العهد الأيوبي في مساجد أخرى قريبة.
لقد تم استخدام الحجر الجيري من الفترة الرومانيّة في الواجهة الشماليّة الغربيّة بطريقة الربط الألماني، كما ان الواجهة مُغطاة بالقصارة بشكل كامل ومدهونة باللون الأبيض، وتوجد نوافذ في كل من الواجهيتن الجنوبيّة والشرقيّة، كما أن الجدار الغربي يضم بداخله بئرًا صغيرًا.
لا توجد قبّة في السطح المُسطَّح، ولقد أُضيفت المئذنة الخرسانيّة المُربّعة له حديثًا مع إضافة المبنى الخرساني الحديث في الجزء الشمالي الغربي، حيث خُصص هذا الجزء للنساء.

## وصلات خارجية
- صورة جوية لمسجد زوبيا القديم، ويكيمابيا